# Topolino d'Oro
Il Topolino d'oro (chiamato anche Topolone d'oro) è un premio assegnato ad artisti ed operatori Disney ogni anno. È organizzato dalla Walt Disney Italia e le statuette vengono consegnate durante il Meeting dei Collaboratori Disney. Nel 2006 e nel 2007  è stato dedicato a Vincenzo Busiello.

## Albo d'oro
1994
Miglior sceneggiatore = Giorgio Pezzin
1996
Miglior Disegnatore = Corrado Mastantuono
Miglior Sceneggiatore = Alessandro Sisti
Premio alla carriera = Luciano Gatto
1997
Miglior sceneggiatore = Silvia Ziche
Miglior Disegnatore = Claudio Sciarrone
Premio alla carriera = Massimo De Vita
1998
Miglior Storia = Paolo Mottura
Migliore colorazione in ambito Disney =  Silvano Scolari
1999
Miglior Storia = Alessandro Barbucci
Miglior Sceneggiatore = Francesco Artibani
Premio alla carriera = Marco Rota
2002
Miglior Sceneggiatore = Francesco Artibani
2003
Miglior Copertina = Lorenzo Pastrovicchio
Miglior Disegnatore = Daniela Vetro
2004
Miglior Agente = Claudio Montibeller (agente Franco Panini Scuola)
2005
Miglior Sceneggiatore = Enrico Faccini
Migliore Disegnatore = Andrea Ferraris
Migliore opera sezione Disney Libri = Gianluca Panniello e Greta Crippa
Premio alla Carriera = Maria Luisa Uggetti